# Rito di Sarum

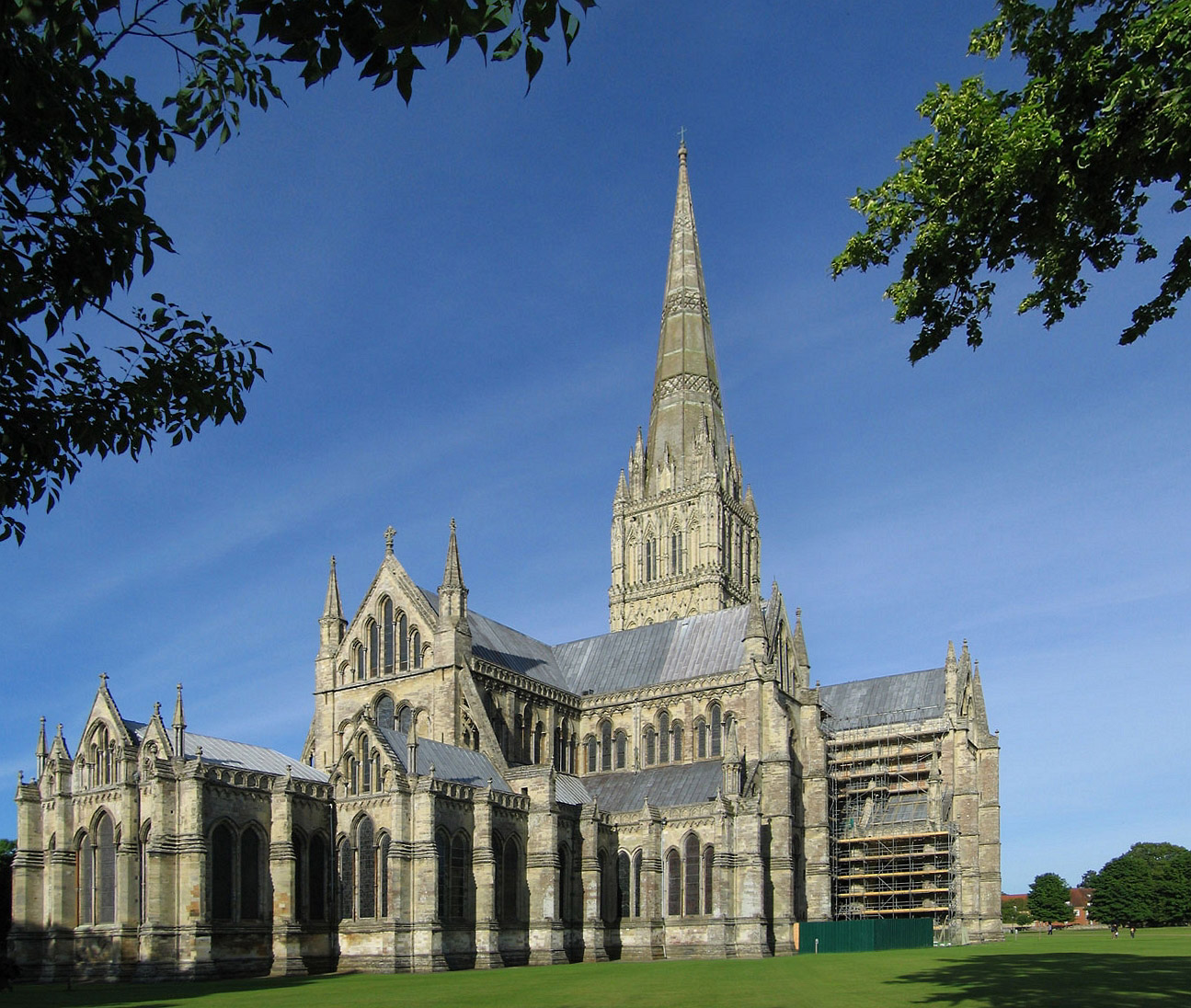
La cattedrale di Salisbury

Il rito di Sarum è una variante del rito romano che fu in uso in Gran Bretagna prima della Riforma protestante. La liturgia anglicana del Book of Common Prayer trae origine da questo rito, che era in vigore nella cattedrale di Salisbury (Sarum in latino) nella parte occidentale dell'Inghilterra, ma il suo uso successivamente si diffuse in tutta l'Inghilterra, soprattutto nel sud del paese.
Nel 1078, Guglielmo I d'Inghilterra nominò Osmundo vescovo di Salisbury. Egli apportò alcune modifiche alle liturgie anglo-sassoni e celte, adattando il rito romano e ispirandosi nel contempo alle tradizioni anglo-sassoni. Alcuni liturgisti del XIX secolo affermarono che la liturgia di Rouen servì da riferimento per la creazione dei libri liturgici di Salisbury.
L'opera di Osmundo trovò compimento nella compilazione d'un nuovo messale, di un breviario e di altri libri liturgici, che furono in seguito utilizzati nel sud dell'Inghilterra, in Galles e in Irlanda. Qualche vescovo adottò gli stessi messali, mentre altri vi aggiunsero preghiere proprie. Il rito di Sarum influenzò il rito di Braga in Portogallo e il rito di Nidaros in Norvegia e anche da alcuni ordini religiosi, come i domenicani.
Il rito di Sarum fu adottato dalla Comunione anglicana negli anni 1530, ma fu gradualmente modificato in diverse edizioni successive del Book of Common Prayer in cui è palese l'influenza protestante. Fu reintrodotto per breve tempo dalla regina Maria. Fu utilizzato dai cattolici d'Inghilterra fino al XVII secolo, prima d'essere gradualmente sostituito dal rito romano.
Nel XIX secolo e XX secolo fu utilizzato dal movimento di Oxford, una corrente della Comunione anglicana di tendenza filo-cattoliche. In alcune occasioni è stata adottata anche dai cattolici, fra cui ai nostri giorni l'arcivescovo di Glasgow Mario Joseph Conti.
È utilizzato anche dai fedeli ortodossi di rito occidentale della Chiesa Ortodossa Russa fuori dalla Russia.